# Північний полюс-15
Північний полюс-15 (СП-15) —  радянська науково-дослідницька дрейфуюча станція. Відкрита 15 квітня  1966 року. Дрейфувала на  паковому льоду (порівняно тонкому і недовготривалому). Закінчила  дрейф 22 березня  1968 року. Пройшла від 78°49′ пн. ш. 168°08′ сх. д. / 78.817° пн. ш. 168.133° сх. д. до 85°45′ пн. ш. 10°30′ зх. д. / 85.750° пн. ш. 10.500° зх. д. в цілому 2330 км. 
Першим начальником експедиції був В. В. Панов, 15 квітня 1967 року на станцію прибула нова зміна співробітників, яку очолив Л. В. Булатов. 4 грудня 1967 року станція пройшла на відстані 1, 2 морської милі від  точки Північного полюсу. Полярники скористалися цим і встановили там прапор СРСР, а також залишили пляшку з запискою. 
Приблизно в 40 кілометрах від станції була влаштована спеціальна військово-морська станція Північний полюс-15Ф.
Станція проіснувала з 27 травня по 28 жовтня 1966 року, її начальником був  І. П. Романов.
Основними завданнями станції були навігація радянських атомних підводних човнів і виявлення американських субмарин. 
Начальник СП-15 Володимир Панов, розповідав, що він нічого не знав про секретні дослідженнях: "До нас прибув підводний човен, запросто піднявся в невеликий отвір. Знаю тільки, що він приходив для випробування якоїсь апаратури киян. Я пройшов на човен, спустився усередину, ну, звичайно, випили з командиром, і на цьому все. Що і як вони випробовували, мене не стосувалося".
Човен, як згадували керівники СП-15Ф Петро Колбасенко і Микола Клименок, приходив для випробування апаратури виявлення субмарин, але щось з цими приладами не заладилося. У 1974 році участь киян в арктичних експедиціях було завершено. 